# Casinaria tikari
Casinaria tikari là một loài tò vò trong họ Ichneumonidae.